# Archilestes californicus
Archilestes californicus là loài chuồn chuồn trong họ Lestidae. Loài này được McLachlan mô tả khoa học đầu tiên năm 1895.